# Xi'an Grand Prix
De Xi'an Grand Prix is een professioneel ranking snookertoernooi dat voor het eerst werd georganiseerd in het seizoen 2024/2025. Het is één van de hoogst gedoteerde toernooien.
De eerst editie vond plaats van 19 tot en met 25 augustus 2024 in de 'Qujiang E-sports Centre' in Xi'an, China. De Brit Kyren Wilson schreef de eerste editie op zijn naam, hij versloeg zijn landgenoot Judd Trump in de finale.

## Erelijst
| Seizoen         | Winnaar      | Verliezend finalist | Score |
| --------------- | ------------ | ------------------- | ----- |
| Rankingtoernooi |              |                     |       |
| 2024/25         | Kyren Wilson | Judd Trump          | 10-8  |